# Patrick Dogue
Patrick Dogue (* 9. März 1992 in Ludwigshafen am Rhein) ist ein deutscher Moderner Fünfkämpfer.
Der Sportsoldat, der 2004 seine aktive Karriere beim TSC Erding begann, lebt und trainiert in Potsdam, wo er für den OSC Potsdam startet. Zu seinen größten sportlichen Erfolgen zählt der Gewinn der Deutschen Meisterschaft in den Jahren 2013 und 2015 sowie eine Zweitplatzierung beim Weltcup 2016 in Sarasota (USA), einem der besten deutschen Männerresultate seit fast einem Jahrzehnt. Aufgrund des zweiten Platzes beim Weltcup konnte er sich eine gute Ausgangsposition in der internationalen Qualifikationsrangliste des Dachverbandes der Modernen Fünfkämpfer (UIPM) für die Olympischen Sommerspiele 2016 in Rio de Janeiro verschaffen, so dass er schließlich als Nachrücker in das Teilnehmerfeld der 36 startenden Athleten aufgenommen wurde und am Ende den 6. Platz belegte. Für Dogue bedeutete dies die erstmalige Teilnahme an Olympischen Spielen. 2019 gewann Dogue mit Alexander Nobis den Weltmeisterschaftstitel in der Staffel. Bei den 2021 ausgetragenen Olympischen Spielen 2020 in Tokio belegte er abschließend in der Gesamtwertung Platz 20. 2022 in Alexandria belegte Dogue mit der Mannschaft bei den Weltmeisterschaften den dritten Platz.
Bei einer Größe von 1,97 m beträgt sein Wettkampfgewicht 81 kg. Trainiert wird er von Claudia Adermann. Neben dem Leistungssport studiert Dogue Physikalische Ingenieurwissenschaft an der TU Berlin. Sein Bruder Marvin ist ebenfalls Moderner Fünfkämpfer im Nationalkader.